# Camotillo (dulce)
El camotillo es un dulce típico de la gastronomía del Perú

## Descripción
Como su nombre indica, se elabora a base de camote, que es hervido y luego hecho puré, a lo que se le añade azúcar y ralladura de naranja. Se puede consumir en este paso de la elaboración, a modo de compota, o también en pequeñas porciones individuales que se hornean y decoran con grageas de colores.

## Historia
Es un dulce que se conoce desde la época virreinal. El postre es mencionado tanto por Ricardo Palma, en sus Tradiciones Peruanas, como por Juan de Arona en su obra Diccionario de peruanismos, donde menciona tres formas de elaboración del camotillo.